# 沙蘭力坦拿1919體育聯盟
沙蘭力坦拿1919體育聯盟（義大利語：US Salernitana 1919） 是意大利的一家足球俱樂部，成立於1919年，主場設在意大利坎帕尼亞大區城市薩萊諾。成立後俱樂部大多時間都參加乙級和丙級的賽事，現時於意甲作賽。
在2008年4月27日，俱樂部獲得了丙1級聯賽的冠軍，從而得以參加2009-10賽季的意乙聯賽。他們在1947-48賽季和1998-99賽季亦曾兩次參加意大利足球甲級聯賽。

## 榮譽
- 意大利足球乙级联赛:

冠軍：1946–47 (C 組), 1997–98
亞軍：2020–21
- 義大利丙級足球聯賽 / 義大利丙1級足球聯賽:

冠軍: 1937–38; 1965–66; 2007–08; 2014–15
亞軍: 1989–90; 1993–94
- 義大利丙級聯賽盃:

亞軍: 1980
冠軍: 2013–14 against Monza Calcio
- Lega Pro Seconda Divisione:

冠軍: 2012–13
- Supercoppa di Lega di Seconda Divisione

亞軍： 2012–13
- 意大利足球丁級聯賽:

冠軍：2011–12

## 外部連接
- 官方网站 （義大利語）